# Saulius Voveris
Saulius Voveris (* 1977) ist ein litauischer Schachspieler. Er ist dreifacher litauischer Meister im Fernschach (2015, 2016, 2017). Bei der 31. litauischen Meisterschaft erreichte Voveris mit 11 Punkten aus 14 Partien den 1. Platz (bei 8 Parteien siegte er und 6 Parteien endeten remis). Voveris nahm an vierzehn Fernschachmeisterschaften teil, darunter Europa- und Weltmeisterschaften (zuletzt am Halbfinale ICCF World Cup 20 sf 02 ab dem Jahr 2015).

## Leben und Familie
Saulius Voveris spielt Schach seit seiner Kindheit. Sein erster Trainer war sein Vater Gediminas Voveris (* 1950), ebenfalls Schachspieler, litauischer Vizemeister im Fernschach (2013–2015), Kommunalpolitiker und Ratsmitglied der Rajongemeinde Širvintos.
Voveris ist verheiratet und lebt mit seiner Familie in der Kleinstadt Širvintos, Bezirk  Vilnius. Sein Sohn Lukas Voveris (* 2002)  spielt auch Schach und nimmt  an der nationalen litauischen Kinder-Schachmeisterschaft teil.